# Glenn Hysén
Glenn Ingvar Hysén (født 30. oktober 1959 i Göteborg, Sverige) er en svensk tidligere fodboldspiller (forsvarer) og -træner.
Hysén startede sin karriere hos IFK Göteborg i sin fødeby. Her var han en del af en meget succesfuld ære i klubben, og var med til at vinde blandt andet tre svenske mesterskaber samt UEFA Cuppen i både 1982 og 1987. Han havde også udlandsophold hos PSV Eindhoven, Fiorentina og Liverpool. Med sidstnævnte vandt han i 1990 det engelske mesterskab.
For Sveriges landshold spillede Hysén i perioden 1981-1990 68 kampe, hvori han scorede seks mål. Han var en del af den svenske trup til VM 1990 i Italien, og spillede to ud af svenskernes tre kampe i turneringen, hvor holdet blev slået ud efter det indledende gruppespil.
I både 1983 og 1988 blev Hysén tildelt Guldbollen, titlen som årets fodboldspiller i Sverige.
Hysén er far til en anden svensk tidligere landsholdsspiller, Tobias Hysén.

## Titler
Allsvenskan
- 1982, 1983 og 1987 med IFK Göteborg

Svenska Cupen
- 1982 og 1983 med IFK Göteborg

UEFA Cuppen
- 1982 og 1987 med IFK Göteborg

Engelsk mesterskab
- 1990 med Liverpool

Charity Shield
- 1989 og 1990 med Liverpool